# Kaarlo Kangasniemi
Kaarlo Olavi Kangasniemi (Kullaa, 4 febbraio 1941) è un ex sollevatore finlandese campione olimpico, mondiale ed europeo che ha gareggiato nelle categorie dei pesi massimi leggeri (fino a 82,5 kg.) e dei pesi medio-massimi (fino a 90 kg.) ed ha partecipato a tre edizioni dei Giochi Olimpici.
Era il fratello maggiore di Kauko Kangasniemi, anch'egli sollevatore di buon livello internazionale.

## Carriera
Nel 1964 Kaarlo Kangasniemi prese parte alle Olimpiadi di Tokyo nella categoria dei pesi massimi leggeri, classificandosi al 7º posto finale con 450 kg. nel totale di tre prove.
Quattro anni dopo ottenne il suo primo risultato di rilievo, dopo essere passato alla categoria superiore dei pesi medio-massimi, vincendo la medaglia di bronzo ai campionati europei di Leningrado 1968 con 490 kg. nel totale, dietro al sovietico Jaan Talts (512,5 kg.) e allo svedese Bo Johansson (495 kg.).
Qualche mese dopo partecipò alle Olimpiadi di Città del Messico 1968, dove, migliorandosi notevolmente rispetto ai precedenti campionati europei, riuscì a conquistare la medaglia d'oro con 517,5 kg. nel totale e con il record mondiale nella prova di strappo (157,5 kg.), davanti a Jaan Talts (507,5 kg.) e al polacco Marek Gołąb (495 kg.). Questa competizione olimpica era valida anche come campionato del mondo.
Nel 1969 Kangasniemi si confermò il migliore della sua categoria, vincendo la medaglia d'oro ai campionati mondiali ed europei di Varsavia con 515 kg. nel totale.
L'anno seguente vinse un'altra medaglia d'oro ai campionati europei di Szombathely con 530 kg. nel totale.
Nel 1971 Kangasniemi ritornò alla categoria inferiore dei pesi massimi leggeri e ottenne la medaglia d'argento ai campionati mondiali di Lima con 490 kg. nel totale, battuto dal sovietico Boris Pavlov (495 kg.).
Nel 1972 Kangasniemi vinse la medaglia di bronzo ai campionati europei di Costanza con 495 kg. nel totale e qualche mese dopo prese parte alle Olimpiadi di Monaco di Baviera 1972, terminando la competizione al 6º posto finale con 480 kg. nel totale.
Dopo il ritiro dalle competizioni lavorò come preparatore atletico, come allenatore di sollevamento pesi e come commentatore tecnico di sollevamento pesi per l'emittente Eurosport. Ha avuto anche una breve esperienza politica come consigliere comunale della città di Pori.
Nel corso della sua carriera di sollevatore Kangasniemi stabilì 16 record del mondo, tutti della categoria dei pesi medio-massimi, di cui 4 nella prova di distensione lenta, 7 nella prova di strappo e 5 nel totale di tre prove.